# Halltorps hage
Halltorps hage är ett naturreservat på mellersta Ölands västkust.
Skogen är en rest av ädellövskogen (Strandskogen) som ursprungligen täckte stora delar av öns västra kust. Reservatet omfattar en yta av 198 hektar, av vilka dock 56 hektar består av vatten. Namnet kommer av den närbelägna byn Halltorp. Kännetecknande för reservatet är de ovanligt gamla, flerhundraåriga, ekarna, som utgör lokal för flera sällsynta insektsarter, bland andra större ekbock (enda kända lokal i Sverige) och ekoxe. Reservatet ligger intill Ekerum, med Ekerums camping och Ekerums golfbana.